# Qualificazioni al campionato mondiale di calcio 2010 - CONCACAF - Seconda fase, gruppo 1

## Classifica
| Squadra           | G | V | N | P | F  | S  | DR  | PT |
| ----------------- | - | - | - | - | -- | -- | --- | -- |
| Stati Uniti       | 6 | 5 | 0 | 1 | 14 | 3  | +11 | 15 |
| Trinidad e Tobago | 6 | 3 | 2 | 1 | 9  | 6  | +3  | 11 |
| Guatemala         | 6 | 1 | 2 | 3 | 6  | 7  | -1  | 5  |
| Cuba              | 6 | 1 | 0 | 5 | 5  | 18 | -13 | 3  |

## Risultati

### Primo turno
| Arbitro: | Enrico Wijngaarde |

|  |           |               |
|  | Marcatori | 70’ Bocanegra |

| Arbitro: | Benito Archundia |

|             |           |                         |
| Marquez 88’ | Marcatori | 22’ 61’ Daniel 69’ Glen |

### Secondo turno
| Arbitro: | Joel Aguilar |

|  |           |             |
|  | Marcatori | 39’ Dempsey |

| Arbitro: | Roberto Moreno Salazar |

|            |           |              |
| Daniel 84’ | Marcatori | 92’ Gallardo |

### Terzo turno
| Arbitro: | Marco Rodríguez |

|                                            |           |             |
| Ruíz 38’ 55’ Rodríguez 85’ Contreras 90+1’ | Marcatori | 25’ Linares |

| Arbitro: | Courtney Campbell |

|                                   |           |  |
| Bradley 10’ Dempsey 18’ Ching 57’ | Marcatori |  |

### Quarto turno
| Città del Guatemala 11 ottobre 2008, ore 20:00 | Guatemala       | 0 – 0 referto | Trinidad e Tobago | Estadio Nacional Mateo Flores (29.000 spett.)\| Arbitro: \| Silviu Petrescu \| |
| Arbitro:                                       | Silviu Petrescu |               |                   |                                                                                |

| Arbitro: | Roberto Moreno Salazar |

|                                                               |           |           |
| Beasley 11’ 31’ Donovan 48’ Ching 63’ Altidore 87’ Onyewu 90’ | Marcatori | 32’ Muñoz |

### Quinto turno
| Arbitro: | Walter Quesada |

|                      |           |            |
| Latapy 60’ Yorke 79’ | Marcatori | 74’ Davies |

| Arbitro: | Courtney Campbell |

|                         |           |           |
| Colomé 45’ Urgelles 90’ | Marcatori | 80’ Pappa |

### Sesto turno
| Arbitro: | Enrico Wijngaarde |

|                                |           |  |
| Jones 67’ Yorke 69’ Daniel 89’ | Marcatori |  |

| Arbitro: | Benito Archundia |

|                    |           |  |
| Cooper 54’ Adu 69’ | Marcatori |  |